# Zaina Kapepula
Zaina Kapepula, née le 14 août 1975 à Lubumbashi, est une joueuse congolaise (RDC) de basket-ball. Elle participe au tournoi féminin aux Jeux olympiques d'été de 1996.